# Dziedziczna kwasica orotowa
Dziedziczna kwasica orotowa, orotoacyduria – genetycznie uwarunkowana choroba o dziedziczeniu autosomalnym recesywnym. Związana jest z występowaniem bloku w przemianie pirymidyn, gromadzeniem kwasu orotowego i wzrostem jego stężenia w moczu.
Wyróżnia się dwa typy acydurii orotowej:
- typ I – uszkodzenie fosforybozylotransferazy orotowej oraz dekarboksylazy orotydylanowej (orotydyno-5-fosforanowej)
- typ II – uszkodzenie dekarboksylazy orotydylanowej (orotydyno-5-fosforanowej)
- polekowa – spowodowana ubocznym działaniem neuroleptyków oraz leków psychotropowych
- towarzysząca zespołowi Reye’a jako zjawisko wtórne, wynikające z niezdolności uszkodzonych mitochondriów do spożytkowania karbamoilofosforanu, który staje się wówczas substratem do nadmiernego cytoplazmatycznego wytwarzania kwasu orotowego

## Mechanizm patogenezy
Następuje blok jednego lub dwóch enzymów:
1. Na poziomie fosforybozylotransferazy orotanowej: katalizuje przejście OA (kwas orotowy) → OMP (orotydynomonofosforan)
2. Na poziomie dekarboksylazy orotydyno-5-fosforanowej: katalizuje przejście OMP → UMP (urydynomonofosforan)

Zaburzenia kliniczne spowodowane są przede wszystkim niedostateczną syntezą pirymidyn, zaburzoną równowagą stosunku puryny-pirymidyny, a w konsekwencji deficyt kwasów nukleinowych. Przejawia się to głównie w zaburzeniach dojrzewania układu erytroblastycznego, dysfunkcjach immunologicznych. Poza tym zachodzi kumulacja niewykorzystywanych produktów pośrednich, nierzadko których właściwości toksycznie powodują uszkodzenie OUN.

## Objawy kliniczne i diagnostyka
Pierwsze objawy kliniczne acydurii orotowej pojawiają się u dzieci w wieku 3–7 miesięcy.
Są to przede wszystkim:
- kamica orotowa w typie I
- orotoacyduria – wzrost stężenia kwasu orotowego w moczu oraz nadmierne wydalanie kwasu karboksyasparaginowego i dihydroorotowego,
- anemia megaloblastyczna (bladość, senność i apatia),
- leukocytoza z monocytozą,
- szpik kostny bogatokomórkowy, megaloblastyczny,
- biegunki,
- defekty immunologiczne (podatność na zakażenia układu oddechowego),
- zaburzenia wzrastania włosów i paznokci,
- zaburzenia drożności dróg moczowych,
- zahamowanie wzrostu i zaburzenia ze strony OUN – upośledzenie umysłowe.

## Leczenie
Leczenie acydurii orotowej polega na podawaniu urydyny, z której mogą powstawać pozostałe pirymidyny, a jednocześnie zostaje zahamowana synteza toksycznych związków pośrednich szlaku biosyntezy pirymidyn. Następuje remisja choroby, obraz hematologiczny oraz stan kliniczny chorego ulegają poprawie.
Jednocześnie suplementuje się preparaty krwiotwórcze.